# 전쟁기념물
전쟁기념물(戰爭紀念物)은 전쟁과 관련한 기록과 물품을 전시, 보관 하는 비, 탑 등 관련 건축물이다.

## 목록
- 전쟁기념관 (대한민국): 대한민국 서울특별시 용산구에 위치한 기념관
- 전쟁기념관 (멜버른): 오스트레일리아 멜버른에 위치한 기념관
- 앤잭 전쟁 기념관: 오스트레일리아 시드니에 위치한 기념관
- 오스트레일리아 전쟁기념관: 오스트레일리아 캔버라에 위치한 기념관
- 오클랜드 전쟁 기념박물관: 뉴질랜드 오클랜드에 위치한 박물관
- 중국인민항일전쟁기념관: 중국 베이징에 위치한 박물관